# Llangynfelyn
Llangynfelyn est une communauté du Ceredigion, au pays de Galles.

## Géographie
Llangynfelyn est située dans le nord du Ceredigion, sur la rive sud de l'estuaire de la Dyfi (en). L'Afon Leri (en) constitue sa limite occidentale. La communauté comprend les villages de Tre'r-ddôl (en) et Tre-Taliesin (en).

## Démographie
Au recensement de 2011, la communauté de Llangynfelyn comptait 587 habitants.